# Bulbophyllum trimenii
Bulbophyllum trimenii är en orkidéart som först beskrevs av Joseph Dalton Hooker, och fick sitt nu gällande namn av Johannes Jacobus Smith. Bulbophyllum trimenii ingår i släktet Bulbophyllum och familjen orkidéer.
Artens utbredningsområde är Sri Lanka. Inga underarter finns listade i Catalogue of Life.